# Werner G. Hoffmann
Werner G. Hoffmann (* 29. Januar 1907; † August 1988 in Falkenstein (Königstein)) war ein deutscher Zeitungsverleger.

## Leben
Werner G. Hoffmann stammt aus einer Zeitungsverlegerfamilie. Sein Großvater war 1877 Gründer des Neuen Görlitzer Anzeigers. Hoffmann selbst studierte Rechtswissenschaft in Breslau und an der Albert-Ludwigs-Universität Freiburg. Dort wurde er 1928 im vertriebenen Corps Palatia Straßburg aktiv. Nach dem Assessorexamen war er zeitweilig als Rechtsanwalt tätig. 1932 wurde er Mitinhaber der Buchdruckerei und des (in der DDR später enteigneten) Zeitungsverlags Hoffmann & Reiber in Görlitz. Annalen belegen die Familiengeschichte seit 1304 in Görlitz. Als bewusster Schlesier/ Görlitzer hat er mit seinen Rotaryfreunden die Lutherstatue erneut gießen lassen, aufgestellt und gestiftet (1983 oder 1985).
Nach einem Wechsel in die Industrie wurde Hoffmann Leiter des Vorstandssekretariats der Zellstofffabrik Waldhof. 1940 wurde er dort Direktor und engster Mitarbeiter des Vorstandsvorsitzenden Max H. Schmid. Von 1950 bis 1972 war er Verlagsvorstand der Frankfurter Allgemeinen Zeitung. 1964 wurde er zum Bundesarbeitsrichter berufen. Hoffmann war Vorsitzender des Aufsichtsrats der Deutschen Presseagentur (dpa), der Vereinigten Wirtschaftsdienste (vwd) und der Braunschweiger Zeitung.

## Auszeichnungen
- Großes Bundesverdienstkreuz (1967)